# Søndre Ringvej (Kolding)
 For alternative betydninger, se Søndre Ringvej. (Se også artikler, som begynder med Søndre Ringvej)
Søndre Ringvej er en to sporet ringvej der går igennem det vestlige Kolding. Vejen er en del af sekundærrute 170 der går fra Viby Jylland til Kruså ved grænsen, og er med til at lede trafikken uden om Kolding Centrum så byen ikke bliver belastet af så meget gennemkørende trafik.
Vejen forbinder motortrafikvejen Tankedalsvej i syd med Østerbrogade i nord, og har forbindelse til Vonsildvej, Dieselvej, Broagervej, Dannersvej og Agtrupvej.